# Come On Over
Come On Over — третий студийный альбом Шанайи Твейн выпущен 4 ноября 1997 года. Будучи самым продаваемым альбомом в стиле кантри, он стал дважды бриллиантовым в США и Канаде, 15-кратно платиновым в Австралии и 10-кратно платиновым в Великобритании. Было выпущено 12 синглов, среди которых 11 попали в лучшую десятку в Канаде.
В 2022 году альбом был назван одним из лучших кантри-альбомов в истории и занял восьмое место в списке The 100 Greatest Country Albums of All Time журнала «Rolling Stone».

## Об альбоме
Come On Over стал бестселлером, установив новые мировые рекорды и став самым продаваемым альбомом, записанным женщиной за всю историю (сместив альбом Аланис Мориссетт Jagged Little Pill), самым продаваемым альбомом в стиле кантри, самым продаваемым альбомом 1990-х и одним из самых продаваемых альбомов в истории музыки.
Отчасти это связано с тем, что было выпущено две версии альбома (оригинальная версия в стиле кантри 1997 года и международная версия в стиле поп, выпущенная два года спустя) и серьёзным продвижением альбома, которое включало в себя мировой тур и выпуск 12 синглов в период 1997—2000. 11 синглов было выпущено в США и Канаде, все из них попали в лучшую пятёрку Канады, а некоторые возглавили чарт.

## Чарты
«Come On Over» побил уже установленный Шанайей Твейн рекорд. До этого самым продаваемым альбомом в стиле кантри, записанным женщиной, был её же бриллиантовый альбом 1995 года The Woman in Me. Альбом дебютировал под номером 2 в американском чарте Billboard 200 с достаточно скромными продажами за первую неделю (172.000 копий). Ещё через неделю альбом распространился тиражом 170.000 копий, оставаясь на второй строчке (на первой находился Higher Ground Барбры Стрейзанд). Американская ассоциация звукозаписывающих компаний присвоила «Come On Over» золотой, платиновый и дважды платиновый статус 23 декабря 1997 года. В течение следующих 62-х недель альбом продавался тиражом 100.000 копий в неделю. Лучше всего альбом продавался во время своей 110-й недели в чарте — тогда было продано 355.000 копий. Альбом находился в первой сотне 151 неделю. 15 ноября 2004 года Американская ассоциация звукозаписывающих компаний присвоила «Come On Over» дважды бриллиантовый статус — на тот момент было продано 20 млн копий в США. По всему миру было продано 24 млн копий. «Come On Over» — второй самый продаваемый альбом в США эпохи Nielsen SoundScan (на момент 24 декабря 2009 года было продано 15.487.000 млн копий), уступив лишь одноименному альбому группы Metallica на 3.000 копий. В Новой Зеландии альбом стал 17-кратно платиновым — было продано 255.000 копий. В Великобритании он стал самым коммерчески успешным диском года.

## Список композиций
Авторы всех песен — Роберт Джон «Матт» Ланг и Шанайя Твейн.

### Оригинальная версия (1997)
1. «Man! I Feel like a Woman!» — 3:53
2. «I’m Holdin' on to Love (to Save My Life)» — 3:30
3. «Love Gets Me Every Time» — 3:33
4. «Don’t Be Stupid (You Know I Love You)» — 3:35
5. «From This Moment On» — 4:43
6. «Come On Over» — 2:55
7. «When» — 3:39
8. «Whatever You Do! Don’t!» — 4:04
9. «If You Wanna Touch Her, Ask!» — 4:04
10. «You’re Still the One» — 3:34
11. «Honey, I’m Home» — 3:39
12. «That Don’t Impress Me Much» — 3:38
13. «Black Eyes, Blue Tears» — 3:39
14. «I Won’t Leave You Lonely» — 4:13
15. «Rock This Country!» — 4:23
16. «You’ve Got a Way» — 3:24

### Международная версия (1998)
1. «You’re Still the One» — 3:32
2. «When» — 3:37
3. «From This Moment On» — 4:51
4. «Black Eyes, Blue Tears» — 3:36
5. «I Won’t Leave You Lonely» — 4:06
6. «I’m Holdin' on to Love (to Save My Life)» — 3:26
7. «Come On Over» — 2:53
8. «You’ve Got a Way» — 3:19
9. «Whatever You Do! Don’t!» — 3:48
10. «Man! I Feel like a Woman!» — 3:53
11. «Love Gets Me Every Time» — 3:32
12. «Don’t Be Stupid (You Know I Love You)» — 3:33
13. «That Don’t Impress Me Much» — 3:58
14. «Honey, I’m Home» — 3:33
15. «If You Wanna Touch Her, Ask!» — 4:13
16. «Rock This Country!» — 4:26

### Международная версия (исправленная) (1999)
1. «You’re Still the One» — 3:32
2. «When» — 3:37
3. «From This Moment On» (The Right Mix) — 4:51
4. «Black Eyes, Blue Tears» — 3:36
5. «I Won’t Leave You Lonely» — 4:06
6. «I’m Holdin' on to Love (to Save My Life)» — 3:26
7. «Come On Over» — 2:53
8. «You’ve Got a Way» (Notting Hill Remix) — 3:19
9. «Whatever You Do! Don’t!» — 3:48
10. «Man! I Feel like a Woman!» — 3:53
11. «Love Gets Me Every Time» — 3:32
12. «Don’t Be Stupid (You Know I Love You)» — 3:33
13. «That Don’t Impress Me Much» (UK Dance Mix) — 3:58
14. «Honey, I’m Home» — 3:33
15. «If You Wanna Touch Her, Ask!» — 4:13
16. «Rock This Country!» — 4:26

- Международная версия альбома была с другими, более попсовыми аранжировками. Единственная песня, которая не подверглась изменению, — «Rock This Country!»
- После успеха «That Don't Impress Me Much» альбом был выпущен повторно. Это «исправленное издание» включало ремиксы «You've Got a Way» и «That Don't Impress Me Much».

## Позиции в чартах
| Чарт                          | Наивысшая позиция | Сертификат         | Продажи    |
| ----------------------------- | ----------------- | ------------------ | ---------- |
| Argentine Albums Chart        |                   | 2x Platinum        | 160,000    |
| Australian Albums Chart       | 1                 | 15x Platinum       | 1,050,000  |
| Austrian Albums Chart         | 4                 | Gold               | 25,000     |
| Belgian Flanders Albums Chart | 1                 | 2x Platinum        | 100,000    |
| Belgian Wallonia Albums Chart | 4                 | 2x Platinum        | 100,000    |
| Brazilian Albums Chart        |                   | Gold               | 100,000    |
| Canadian Albums Chart         | 1                 | 2x Diamond         | 2,000,000  |
| Danish Albums Chart           | 1                 | 2x Platinum        | 100,000    |
| Dutch Albums Chart            | 1                 | 5x Platinum        | 400,000    |
| European Albums Chart         | 1                 | 7x Platinum        | 7,000,000  |
| Finnish Albums Chart          | 6                 | Gold               | 40,000     |
| French Albums Chart           | 4                 | Platinum           | 750,000    |
| German Albums Chart           | 8                 | 3x Gold (Platinum) | 750,000    |
| Hungarian Albums Chart        | 24                |                    |            |
| Irish Albums Chart            | 1                 |                    | 125,000    |
| Italian Albums Chart          | 20                | Gold               | 50,000     |
| Japanese Albums Chart         | 59                |                    | 30,000     |
| Mexican Albums Chart          | 10                | Gold               | 100,000    |
| New Zealand Albums Chart      | 1                 | 17x Platinum       | 255,000    |
| Norwegian Albums Chart        | 1                 | 6x Platinum        | 300,000    |
| Spanish Albums Chart          | 8                 | Platinum           | 150,000    |
| Swedish Albums Chart          | 4                 | 3x Platinum        | 150,000    |
| Swiss Albums Chart            | 4                 | 3x Platinum        | 150,000    |
| UK Albums Chart               | 1                 | 10x Platinum       | 3,300,000  |
| U.S. Billboard 200            | 2                 | 2x Diamond         | 22,000,000 |